# Wilhelm Stollenwerk (Chemiker)
Wilhelm Stollenwerk  (* 19. November 1891 in Düsseldorf; † 4. Juni 1952 in Bonn) war ein deutscher Agrikulturchemiker.
Stollenwerk studierte Chemie an der Universität Freiburg (Breisgau), promovierte dort 1921 mit einer Arbeit über Ammoniakverbindungen und beschäftigte sich in den folgenden Jahren mit dem chemischen Aufschluss von Rohphosphaten. 1926 habilitierte er sich mit der Schrift „Neue Wege des Phosphataufschlusses“ an der Landwirtschaftlichen Hochschule Hohenheim. Hier wirkte er zwei Jahre lang als Dozent für Chemie. Seit 1928 lehrte er als Privatdozent an der Landwirtschaftlichen Hochschule Bonn-Poppelsdorf und von 1940 bis 1944 an der Universität Halle (Saale). 1933 war er der NSDAP beigetreten (Mitgliedsnummer 3.144.196). Von 1947 bis zu seinem Tode war er als a. o. Professor für Agrikulturchemie an der Universität Bonn tätig. Ein Schwerpunkt seiner Forschungstätigkeit waren Studien über die Pflanzenverfügbarkeit von Düngemitteln.

## Schriften
- Kolloidchemie. Leitfaden für Agrikulturchemiker, Landwirtschaftslehrer und Studierende der Landwirtschaft. Eugen Ulmer, Stuttgart 1927.
- Landwirtschaftliche Bodenkunde. Dümmler, Bonn 1947.